# Janvier 2012
Janvier 2012 est le premier mois de l'année 2012.

## Faits marquants
- 1er janvier :
  - le Danemark prend la présidence tournante du Conseil de l'Union européenne;
  - Saint-Barthélemy cesse d'être une région ultrapériphérique de l'Union européenne;
  - entrée en vigueur de la Loi fondamentale de la Hongrie.
- 5 janvier : abolition de la peine de mort en Mongolie.

- 13 janvier : naufrage du Costa Concordia au large de la Toscane.

- 17 janvier : début du conflit au Mali.
- 19 janvier : fermeture de Megaupload par le FBI.
- 22 janvier : référendum sur l'adhésion de la Croatie à l'Union européenne.
- 26 janvier : la crise constitutionnelle en Papouasie-Nouvelle-Guinée se poursuit avec une mutinerie dans les forces armées.

## Météo
- le Cyclone Funso frappe le Mozambique.